# デジーレ・ケテレール
デジーレ・ケテレール（Désiré Keteleer、1920年6月13日 - 1970年9月17日）は、ベルギー、アンデルレヒト出身の元自転車競技（ロードレース）選手。

## 来歴
1947年に創設された、ツール・ド・ロマンディの初代総合優勝者。1942年から20年以上に亘り、プロロードレース選手として活動した。
1943年
- フレッシュ・ワロンヌ 3位

1945年
- ツール・ド・ベルギー 総合3位

1946年
- フレッシュ・ワロンヌ 優勝

1947年
- ツール・ド・ロマンディ 総合優勝、区間2勝(第1b、第2)
- ツール・ド・スイス 区間2勝(第6、7)

1948年
- ジロ・デ・イタリア 区間1勝(第11)

1949年
- ロンド・ファン・ネーデルラント 総合2位
- ツール・ド・フランス 区間1勝(第15)

1950年
- ドイツ・ツアー 区間4勝(第5、8、13、16)
- ツール・ド・ロマンディ 区間1勝(第1b)
- チューリッヒ選手権 3位

1952年
- ジロ・デ・イタリア 区間1勝(第4)
- ツール・ド・スイス 区間1勝(第1)

1953年
- ロンド・ファン・フラーンデレン 2位

1955年
- ヘント〜ウェヴェルヘム 2位

1956年
- ヘント〜ウェヴェルヘム 3位

1957年
- パリ〜ニース 総合2位、区間1勝(第1)
- ツール・ド・フランス 総合17位

1958年
- ツール・ド・スイス 区間1勝(第5)